# Alois Pfeiffer
Alois Pfeiffer (Bauerbach, 25 settembre 1924 – Bauerbach, 1º agosto 1987) è stato un sindacalista e politico tedesco. È stato commissario europeo.

## Biografia
Pfeiffer studiò scienze forestali e successivamente frequentò la fondazione Akademie der Arbeit dal 1949 al 1969. Svolse attività sindacale all'interno del sindacato per l'orticoltura, l'agricoltura e i lavori forestali (GGLF). Fu direttore esecutivo, segretario di distretto, membro del comitato esecutivo e vice segretario. Nel 1969 fu eletto segretario del sindacato e svolse l'incarico fino al 1975. Nel 1975 venne nominato membro del comitato esecutivo federale della Confederazione tedesca dei sindacati (Deutscher Gewerkschaftsbund) come responsabile per la politica economica.
Pfeiffer era membro del Partito Socialdemocratico di Germania. Nel 1985 venne nominato commissario europeo per gli affari economici e monetari nell'ambito della Commissione Delors I e seguì il processo di integrazione monetaria. Morì durante lo svolgimento del mandato il 1º agosto 1987 e gli subentrò Peter Schmidhuber.